# Turul României 2011
Turul României 2011 a fost cea de-a 48-a ediție a turului ciclist al României, numit și "Mica Buclă".
Cei aproximativ 1.400 de kilometri i-au purtat pe cicliști de la malul mării până pe Transfăgărășan, la Bâlea Cascadă. Această cățărare a fost prezentă ultima oară în tur în ediția din 2009.
Turul a debutat cu un pluton de 69 de rutieri, de la 12 echipe, după ce trei echipe, naționala Serbiei, Restore EBH Cycling Team din Olanda și Manisaspor Cycling Team din Tucia, nu s-au mai prezentat, inițial fiind anunțați 96 de cicliști. Traseul inițial cuprindea 20 sprinturi intermediare și 15 cățărări, dintre care una de categorie specială (Bâlea Lac), șase de categoria A, una de categoria B și 8 de categoria C. Totuși, ascensiunea de la Bâlea Lac a fost anulată cu o zi înaintea etapei, sosirea facându-se la Bâlea Cascadă (altitudine 1.218 m), deoarece drumul până la Bâlea Lac era înzăpezit, iar siguranța cicliștilor nu putea fi asigurată. Sosirea ultimei etape a fost programată pe data de 11 iunie la Arcul de Triumf din București, turul revenind în capitală după nouă ani.
O noutate este apariția de anul acesta a tricoului acordat de Comitetul Olimpic și Sportiv Român celui mai bine clasat sportiv în clasamentul turului, care face parte din Programul Olimpic Român.
Ediția din acest an a fost transmisă de televiziunea constănțeană Neptun TV, în calitate de partener oficial, sub forma unui amplu rezumat al fiecărei zi de concurs. Din dotarea acestora pentru cursă a făcut parte inclusiv un elicopter.

## Tricouri distinctive
- Tricoul galben  – liderul clasamentului general (pe timp)
- Tricoul alb – cel mai combativ ciclist (liderul clasamentului pe puncte acordate la finalurile de etapă)
- Tricoul verde – cel mai bun cățărător (liderul clasamentului pe puncte al cățărărilor)
- Tricoul roșu – cel mai bun sprinter (liderul clasamentului sprinturilor intermediare)
- Tricoul albastru – cel mai bun român (în clasamentul pe timp)
- Tricoul tricolor – cel mai bun tânăr român (în clasamentul pe timp)

## Echipe
| - România Lotul Național Tușnad Cycling Team (continentală) Dinamo București Mazicon București - Bulgaria Lotul Național - Grecia Tableware (continentală) | - Germania Profiline - Italia Cycling Team Friuli San Marco Concrete - Moldova Lotul Național - Turcia Konya Torku Șekerspor-Vivelo (continentală) | - Ungaria Ora Hotels Carrera (continentală) |

## Clasamente
| Etapa          | Câștigător         | Lider la general | Cel mai combativ   | Cel mai bun cățărător | Cel mai bun sprinter  | Cel mai bun român | Cel mai bun tânăr   | Clasament echipe    |
| -------------- | ------------------ | ---------------- | ------------------ | --------------------- | --------------------- | ----------------- | ------------------- | ------------------- |
| P              | Yovcho Yovcev      | Yovcho Yovcev    | Ioannis Tamouridis | Vladimir Koev         | Heinrich Berger       | Florin Saveliu    | Andrei Nechita      | Cycling Team Friuli |
| 1              | Christian Grazian  | Heinrich Berger  | Christian Grazian  | Alessandro Calderan   | Eduard Grosu          | Andrei Nechita    | Alexandru Grădinaru | Cycling Team Friuli |
| 2              | Ioannis Tamouridis | Andrei Nechita   | Ioannis Tamouridis | Alessandro Calderan   | Victor Mironov        | Andrei Nechita    | Alexandru Grădinaru | Cycling Team Friuli |
| 3              | Peter Merx         | Andrei Nechita   | Andrea Margin      | Christoph Spiringer   | Piergiacomo Marcolina | Andrei Nechita    | Alexandru Grădinaru | Cycling Team Friuli |
| 4              | Vladimir Koev      | Andrei Nechita   | Ioannis Tamouridis | Christoph Spiringer   | Victor Mironov        | Andrei Nechita    | Alexandru Grădinaru | Cycling Team Friuli |
| 5              | Krisztian Lovasssy | Andrei Nechita   | Ioannis Tamouridis | Christoph Spiringer   | Victor Mironov        | Andrei Nechita    | Alexandru Grădinaru | Cycling Team Friuli |
| 6              | Christian Grazian  | Andrei Nechita   | Ioannis Tamouridis | Christoph Spiringer   | Victor Mironov        | Andrei Nechita    | Alexandru Grădinaru | Cycling Team Friuli |
| 7              | Andreas Kenser     | Andrei Nechita   | Ioannis Tamouridis | Christoph Spiringer   | Victor Mironov        | Andrei Nechita    | Alexandru Grădinaru | Cycling Team Friuli |
| 8              | Fabio Masotti      | Andrei Nechita   | Ioannis Tamouridis | Vladimir Koev         | Ioannis Tamouridis    | Andrei Nechita    | Alexandru Grădinaru | Cycling Team Friuli |
| Clasări finale | Clasări finale     | Andrei Nechita   | Ioannis Tamouridis | Vladimir Koev         | Ioannis Tamouridis    | Andrei Nechita    | Alexandru Grădinaru | Cycling Team Friuli |

### Regulament
- Bonificațiile acordate la sprintul final: 10 secunde pentru locul I, 6 secunde pentru locul II, 4 secunde pentru locul III
- Punctele acordate pentru sprinturile intermediare: 5, 3, 1 puncte pentru primii trei calsați
- Puncte acordate pentru cățărări: de categorie specială - 25, 20, 18, 16, 14, 12, 10, 9, 8, 7, 6, 5, 4, 3, 2 puncte pentru primii 15 clasați la vârf, de categoria A - 15, 10, 8, 6, 4 puncte primilor cinci clasați, de categoria B - 7, 5, 3 puncte primilor trei clasați, de categoria C - 3, 2, 1 puncte primilor trei clasați
- Puncte acordate la sprintul final: 25, 20, 16, 14, 12, 10, 9, 8, 7, 6, 5, 4, 3, 2, 1 primilor 15 clasați
- Clasamentul pe echipe al etapei: se întocmește prin adunarea timpilor primilor trei clasați din fiecare echipă

## Etape

### Prolog
Sâmbătă, 4 iunie: Bulevardul Mamaia, contratimp individual, 8 km
Startul ediției Turului României s-a dat Sâmbătă dimineață la ora 9:00, cu prologul desfășurat pe Bulevardul Mamaia sub formă de contratimp individual, dus-întors pe porțiunea dintre hotelurile Flora și Caraiman. Învingător în prolog a fost bulgarul de 20 de ani Yovcho Yovcev de la echipa italiană Cycling Team Friuli, care s-a clasat la 6 secunde în fața rutierului grec Ioannis Tamouridis și la 23 de secunde în fața campionului din anul precedent Vladimir Koev.
Clasament prolog
|    | Ciclist                  | Echipa                       | Timpul   |
| -- | ------------------------ | ---------------------------- | -------- |
| 1  | Yovcho Yovchev (BUL)     | Cycling Team Friuli          | 00:10:31 |
| 2  | Ioannis Tamouridis (GRE) | Tableware                    | +6s      |
| 3  | Vladimir Koev (BUL)      | Konya Torku Șekerspor-Vivelo | +23s     |
| 4  | Heinrich Berger (GER)    | Mazicon București            | +33s     |
| 5  | Sergiu Cioban (MDA)      | Tușnad Cycling Team          | +33s     |
| 6  | Florin Saveliu (ROM)     | Mazicon București            | +33s     |
| 7  | Evgeni Gerganov (BUL)    | Konya Torku Șekerspor-Vivelo | +35s     |
| 8  | Peter Merx (NED)         | Profiline                    | +36s     |
| 9  | Andrei Nechita (ROM)     | România                      | +37s     |
| 10 | Angelo Ciccone (ITA)     | San Marco Concrete           | +38s     |

### Etapa 1
Sâmbătă, 4 iunie: Constanța – Hârșova – Viziru – Brăila, 184 km
Prima etapă de fond s-a desfășurat în aceeași zi cu prologul, startul în cursă fiind dat la ora 14:00. Traseul nu a pus probleme deosebite cicliștilor, fiind în mare parte plat. Inițial s-a format un grup de evadați, care au reușit să pună treptat între ei și pluton o diferență de peste 5 minute, aceasta ajungând la un maxim de 13 minute și 40 de secunde. Pe parcurs s-a mai format un grup mai mic de evadați de 2 apoi 4 cicliști, care a reușit să se distanțeze la 3 minute și 10 secunde, diferența fiind recuperată mai apoi de pluton. Grupul inițial de evadați a reușit să ajungă la final, iar victoria s-a decis la sprint. Îningător a fost italianul de 21 de ani Christian Grazian, de la aceeași echipă ca și câștigătorul prologului, după ce acesta câștigase și unul din sprinturile intermediare, la Nicolae Bălcescu. Grupul favoriților la victoria în tur a sosit la 15 minute și 16 secunde de învingătorul de etapă. Tricoul galben de lider l-a îmbrăcat la sfârșitul etapei germanul Heinrich Berger de la Mazicon București, el fiind rutierul cel mai bine clasat în prolog din grupul de evadați. Media orară a fost de 42,3 km/h.
| Ovidiu, km 6 | Ovidiu, km 6            | Ovidiu, km 6 |
| ------------ | ----------------------- | ------------ |
| Poz          |                         | Pct          |
| 1            | Eduard Grosu (ROM)      | 5            |
| 2            | Christian Grazian (ITA) | 3            |
| 3            | Alexander Braico (MDA)  | 1            |

| Nicolae Bălcescu, km 22 | Nicolae Bălcescu, km 22   | Nicolae Bălcescu, km 22 |
| ----------------------- | ------------------------- | ----------------------- |
| Poz                     |                           | Pct                     |
| 1                       | Christian Grazian (ITA)   | 5                       |
| 2                       | Alessandro Calderan (ITA) | 3                       |
| 3                       | Andrei Nechita (ROM)      | 1                       |

| Hârșova, km 81 | Hârșova, km 81            | Hârșova, km 81 |
| -------------- | ------------------------- | -------------- |
| Poz            |                           | Pct            |
| 1              | Mark O'Brien (AUS)        | 5              |
| 2              | Alexandru Grădinaru (ROM) | 3              |
| 3              | Alessandro Calderan (ITA) | 1              |

|    | Ciclist                  | Echipa                       | Timpul   |
| -- | ------------------------ | ---------------------------- | -------- |
| 1  | Christian Grazian (ITA)  | Cycling Team Friuli          | 04:20:57 |
| 2  | Andrea Margin (ITA)      | Cycling Team Friuli          | a.t.     |
| 3  | Fabio Masotti (ITA)      | San Marco Concrete           | a.t.     |
| 4  | Marco Fusaz (ITA)        | Cycling Team Friuli          | a.t.     |
| 5  | Heinrich Berger (GER)    | Mazicon București            | a.t.     |
| 6  | Krisztian Lovasssy (HUN) | Ora Hotels Carrera           | a.t.     |
| 7  | Andrei Nechita (ROM)     | România                      | a.t.     |
| 8  | Angelo Ciccone (ITA)     | San Marco Concrete           | a.t.     |
| 9  | Mark O'Brien (AUS)       | Tableware                    | a.t.     |
| 10 | Daniel Petrov (BUL)      | Konya Torku Șekerspor-Vivelo | a.t.     |

|    | Ciclist                  | Echipa                       | Timpul   |
| -- | ------------------------ | ---------------------------- | -------- |
| 1  | Heinrich Berger (GER)    | Mazicon București            | 04:32:01 |
| 2  | Andrei Nechita (ROM)     | România                      | +4s      |
| 3  | Angelo Ciccone (ITA)     | San Marco Concrete           | +5s      |
| 4  | Daniel Petrov (BUL)      | Konya Torku Șekerspor-Vivelo | +11s     |
| 5  | Christian Grazian (ITA)  | Cycling Team Friuli          | +21s     |
| 6  | Krisztian Lovasssy (HUN) | Ora Hotels Carrera           | +30s     |
| 7  | Georgi Georgiev (BUL)    | Tușnad Cycling Team          | +42s     |
| 8  | Mark O'Brien (AUS)       | Tableware                    | +48s     |
| 9  | Andrea Margin (ITA)      | Cycling Team Friuli          | +52s     |
| 10 | Marco Fusaz (ITA)        | Cycling Team Friuli          | +1m 04s  |

### Etapa 2
Duminică, 5 iunie: Brăila – Tecuci – Bârlad – Vaslui, 187 km
A doua etapă a turului a fost câștigată de grecul Ioannis Tamouridis de la Tableware, după o evadare pornită aproape de debutul etapei. Evadarea s-a format inițial împreună cu moldoveanul Victor Mironov și germanul Lars Bartlau de la Profiline. Diferența acestora față de pluton ajunsese înainte de sprintul de la Tecuci la peste șapte minute. Un grup de cinci urmăritori a pornit după aceștia și i-a ajuns la kilometrul 80 al cursei. Tamouridis alături de Yovcho Yovchev, unul dintre urmăritori, aveau să se desprindă din nou de grupul fruntaș și să ajungă la sosire împreună, grecul terminând cu două secunde în fața bulgarului. Grupul de urmăritori a sosit la două minute și 19 secunde în timp ce restul plutonului a ajuns la 11 minute și 11 secunde de învingător. Astfel, deoarece a sosit cu grupul de urmăritori, românul Andrei Nechita a preluat tricoul galben trecând la conducerea clasamentului general, cu un avans de 26 de scunde față de Angelo Ciccone și de 8 minute și 53 de secunde față de al treilea clasat, germanul Henrich Berger.
| Liești, km 50 | Liești, km 50            | Liești, km 50 |
| ------------- | ------------------------ | ------------- |
| Poz           |                          | Pct           |
| 1             | Victor Mironov (MDA)     | 5             |
| 2             | Ioannis Tamouridis (GRE) | 3             |
| 3             | Lars Bartlau (GER)       | 1             |

| Tecuci, km 80 | Tecuci, km 80            | Tecuci, km 80 |
| ------------- | ------------------------ | ------------- |
| Poz           |                          | Pct           |
| 1             | Victor Mironov (MDA)     | 5             |
| 2             | Ioannis Tamouridis (GRE) | 3             |
| 3             | Lars Bartlau (GER)       | 1             |

| Ilie Goga, km 132 | Ilie Goga, km 132        | Ilie Goga, km 132 |
| ----------------- | ------------------------ | ----------------- |
| Poz               |                          | Pct               |
| 1                 | Ioannis Tamouridis (GRE) | 5                 |
| 2                 | Yovcho Yovchev (BUL)     | 3                 |
| 3                 | Victor Mironov (MDA)     | 1                 |

|    | Ciclist                  | Echipa              | Timpul   |
| -- | ------------------------ | ------------------- | -------- |
| 1  | Ioannis Tamouridis (GRE) | Tableware           | 04:35:59 |
| 2  | Yovcho Yovchev (BUL)     | Cycling Team Friuli | +2s      |
| 3  | Victor Mironov (MDA)     | Moldova             | +2m 19s  |
| 4  | Andrei Nechita (ROM)     | România             | +2m 19s  |
| 5  | Marcel Ternovsek (SLO)   | Tușnad Cycling Team | +2m 19s  |
| 6  | Andreas Kenser (GER)     | Profiline           | +2m 19s  |
| 7  | Alexandru Ciocan (ROM)   | Dinamo București    | +2m 19s  |
| 8  | Rida Cador (HUN)         | Ora Hotels Carrera  | +2m 19s  |
| 9  | Lars Bartlau (GER)       | Profiline           | +2m 30s  |
| 10 | Angelo Ciccone (ITA)     | San Marco Concrete  | +2m 44s  |

|    | Ciclist                  | Echipa                       | Timpul   |
| -- | ------------------------ | ---------------------------- | -------- |
| 1  | Andrei Nechita (ROM)     | România                      | 09:10:23 |
| 2  | Angelo Ciccone (ITA)     | San Marco Concrete           | +26s     |
| 3  | Heinrich Berger (GER)    | Mazicon București            | +8m 53s  |
| 4  | Christian Grazian (ITA)  | Cycling Team Friuli          | +9m 09s  |
| 5  | Daniel Petrov (BUL)      | Konya Torku Șekerspor-Vivelo | +9m 09s  |
| 6  | Krisztian Lovasssy (HUN) | Ora Hotels Carrera           | +9m 18s  |
| 7  | Georgi Georgiev (BUL)    | Tușnad Cycling Team          | +9m 35s  |
| 8  | Andrea Margin (ITA)      | Cycling Team Friuli          | +9m 40s  |
| 9  | Mark O'Brien (AUS)       | Tableware                    | +9m 46s  |
| 10 | Marco Fusaz (ITA)        | Cycling Team Friuli          | +10m 02s |

### Etapa 3
Luni, 6 iunie: Vaslui – Roman – Târgu Frumos – Botoșani, 149 km
Etapa a treia a fost câștigată de olandezul Peter Merx de la echipa germană Profiline, care i-a devansat la sprintul final pe Vladimir Koev, Sergiu Cioban și Christoph Spiringer. Tricoul galben a sosit cu plutonul la 57 de secunde de învingător, astfel că Andrei Nechita a rămas lider în clasamentul general. Sergiu Cioban de la Tusnad Cycling Team și Christoph Spiringer de la Tableware s-au aflat într-o evadare încă de la kilometrul 11, iar pe parcurs acestora li s-au alăturat Fabio Masotti, Piergiacomo Marcolina și Peter Merx, în această componență ei mărind diferenața față de pluton la 3 minute și 30 de secunde. Piergiacomo Marcolina a câștigat cele trei sprinturi ale zilei, iar Christoph Spiringer cele patru cățărări. Caravana a fost transbordată la 50 de kilometri de locul de start programat inițial, până la Bălcești, din cauza drumurilor impracticabile, etapa fiind scurtată astfel de la 200 la doar 149 de kilometri.
| Târgu Frumos, km 70 | Târgu Frumos, km 70         | Târgu Frumos, km 70 |
| ------------------- | --------------------------- | ------------------- |
| Poz                 |                             | Pct                 |
| 1                   | Piergiacomo Marcolina (ITA) | 5                   |
| 2                   | Fabio Masotti (ITA)         | 3                   |
| 3                   | Christoph Spiringer (GER)   | 1                   |

| Cotnari, km 89 | Cotnari, km 89              | Cotnari, km 89 |
| -------------- | --------------------------- | -------------- |
| Poz            |                             | Pct            |
| 1              | Piergiacomo Marcolina (ITA) | 5              |
| 2              | Peter Merx (NED)            | 3              |
| 3              | Sergiu Cioban (MDA)         | 1              |

| Hârlău, km 99 | Hârlău, km 99               | Hârlău, km 99 |
| ------------- | --------------------------- | ------------- |
| Poz           |                             | Pct           |
| 1             | Piergiacomo Marcolina (ITA) | 5             |
| 2             | Sergiu Cioban (MDA)         | 3             |
| 3             | Christoph Spiringer (GER)   | 1             |

| Poienari, km 17, cat C | Poienari, km 17, cat C    | Poienari, km 17, cat C |
| ---------------------- | ------------------------- | ---------------------- |
| Poz                    |                           | Pct                    |
| 1                      | Christoph Spiringer (GER) | 3                      |
| 2                      | Sergiu Cioban (MDA)       | 2                      |
| 3                      | Denis Bazeliuc (MDA)      | 1                      |

| Strunga, km 61, cat C | Strunga, km 61, cat C     | Strunga, km 61, cat C |
| --------------------- | ------------------------- | --------------------- |
| Poz                   |                           | Pct                   |
| 1                     | Christoph Spiringer (GER) | 3                     |
| 2                     | Peter Merx (NED)          | 2                     |
| 3                     | Sergiu Cioban (MDA)       | 1                     |

| Frumușica, km 112, cat C | Frumușica, km 112, cat C  | Frumușica, km 112, cat C |
| ------------------------ | ------------------------- | ------------------------ |
| Poz                      |                           | Pct                      |
| 1                        | Christoph Spiringer (GER) | 3                        |
| 2                        | Peter Merx (NED)          | 2                        |
| 3                        | Fabio Masotti (ITA)       | 1                        |

| Copălău, km 132, cat C | Copălău, km 132, cat C    | Copălău, km 132, cat C |
| ---------------------- | ------------------------- | ---------------------- |
| Poz                    |                           | Pct                    |
| 1                      | Christoph Spiringer (GER) | 3                      |
| 2                      | Sergiu Cioban (MDA)       | 2                      |
| 3                      | Peter Merx (NED)          | 1                      |

|    | Ciclist                   | Echipa                       | Timpul   |
| -- | ------------------------- | ---------------------------- | -------- |
| 1  | Peter Merx (NED)          | Profiline                    | 03:30:57 |
| 2  | Vladimir Koev (BUL)       | Konya Torku Șekerspor-Vivelo | a.t.     |
| 3  | Sergiu Cioban (MDA)       | Tușnad Cycling Team          | a.t.     |
| 4  | Christoph Spiringer (GER) | Tableware                    | a.t.     |
| 5  | Peter Simon (HUN)         | Ora Hotels Carrera           | +5s      |
| 6  | Mark O'Brien (AUS)        | Tableware                    | +17s     |
| 7  | Marco Fusaz (ITA)         | Cycling Team Friuli          | +29s     |
| 8  | Maxim Rusnac (MDA)        | Moldova                      | +29s     |
| 9  | Georgi Georgiev (BUL)     | Tușnad Cycling Team          | +29s     |
| 10 | Yovcho Yovchev (BUL)      | Cycling Team Friuli          | +57s     |

|    | Ciclist                  | Echipa                       | Timpul   |
| -- | ------------------------ | ---------------------------- | -------- |
| 1  | Andrei Nechita (ROM)     | România                      | 12:42:17 |
| 2  | Angelo Ciccone (ITA)     | San Marco Concrete           | +26s     |
| 3  | Heinrich Berger (GER)    | Mazicon București            | +8m 53s  |
| 4  | Mark O'Brien (AUS)       | Tableware                    | +9m 06s  |
| 5  | Georgi Georgiev (BUL)    | Tușnad Cycling Team          | +9m 07s  |
| 6  | Christian Grazian (ITA)  | Cycling Team Friuli          | +9m 09s  |
| 7  | Daniel Petrov (BUL)      | Konya Torku Șekerspor-Vivelo | +9m 09s  |
| 8  | Krisztian Lovasssy (HUN) | Ora Hotels Carrera           | +9m 18s  |
| 9  | Marco Fusaz (ITA)        | Cycling Team Friuli          | +9m 34s  |
| 10 | Andrea Margin (ITA)      | Cycling Team Friuli          | +9m 40s  |

### Etapa 4
Marți, 7 iunie: Botoșani – Bucecea – Siret – Rădăuți - Câmpulung Moldovenesc - Suceava, 226 km
Sprinturi intermediare: Siret (km 62), Rădăuți (km 78), Câmpulung (km 158)
Cățărări: Sucevița (km 113, cat A și km 116, cat A), Sadova (km 141, cat A)
Etapa a patra a fost câștigată de campionul ediției precedentente, bulgarul Vladimir Koev de la Konya Torku Șekerspor-Vivelo, care a ajuns la sosire alături de grecul Ioannis Tamouridis, cu un avans de 8 minute și 24 de secunde față de restul plutonului. Aceștia s-au detașat de pluton pe prima cățărare a zilei, la vârful căreia au ajuns împreună cu rutierii Christoph Spiringer și românul Ștefan Morcov. Astfel, Tamouridis s-a apropiat la 3 mintute și 46 de secunde de tricoul galben care a rămas tot la românul Andrei Nechita, în timp ce bulgarul Koev avea o întârziere de 14 minute și 27 de secunde. Victor Mironov a câștigat sprintul de la Siret, Krisztian Lovasssy pe cel de la Rădăuți, Tamouridis la Câmpulung Moldovenesc, iar Spiringer a câștigat cățărările de la Sucevița și Koev pe cea de la Sadova, toate de categoria A.
|    | Ciclist                  | Echipa                       | Timpul   |
| -- | ------------------------ | ---------------------------- | -------- |
| 1  | Vladimir Koev (BUL)      | Konya Torku Șekerspor-Vivelo | 05:37:40 |
| 2  | Ioannis Tamouridis (GRE) | Tableware                    | a.t.     |
| 3  | Alex Buttazzoni (ITA)    | San Marco Concrete           | +8m 24s  |
| 4  | Fabio Masotti (ITA)      | San Marco Concrete           | +8m 24s  |
| 5  | Victor Mironov (MDA)     | Moldova                      | +8m 24s  |
| 6  | Sergiu Cioban (MDA)      | Tușnad Cycling Team          | +8m 24s  |
| 7  | Heinrich Berger (GER)    | Mazicon București            | +8m 24s  |
| 8  | Andrei Nechita (ROM)     | România                      | +8m 24s  |
| 9  | Andreas Kenser (GER)     | Profiline                    | +8m 24s  |
| 10 | Peter Merx (NED)         | Profiline                    | +8m 24s  |

|    | Ciclist                  | Echipa                       | Timpul   |
| -- | ------------------------ | ---------------------------- | -------- |
| 1  | Andrei Nechita (ROM)     | România                      | 18:28:21 |
| 2  | Ioannis Tamouridis (GRE) | Tableware                    | +3m 46s  |
| 3  | Angelo Ciccone (ITA)     | San Marco Concrete           | +4m 21s  |
| 4  | Heinrich Berger (GER)    | Mazicon București            | +8m 53s  |
| 5  | Mark O'Brien (AUS)       | Tableware                    | +9m 06s  |
| 6  | Georgi Georgiev (BUL)    | Tușnad Cycling Team          | +9m 07s  |
| 7  | Andrea Margin (ITA)      | Cycling Team Friuli          | +9m 40s  |
| 8  | Daniel Petrov (BUL)      | Konya Torku Șekerspor-Vivelo | +10m 15s |
| 9  | Peter Simon (HUN)        | Ora Hotels Carrera           | +10m 20s |
| 10 | Marco Fusaz (ITA)        | Cycling Team Friuli          | +10m 23s |

### Etapa 5
Miercuri, 8 iunie: Târgu Neamț – Toplița – Reghin – Târgu Mureș, 164 km
A cincea etapă a turului a fost câștigată la sprint de maghiarul Kristian Lovassy, care i-a devansat pe podium pe Florin Saveliu de la Mazicon București și pe Piergiacomo Marcolina de la Cycling Team Friuli. Restul plutonului a sosit cu același timp, iar purtătorii tricourilor nu s-au schimbat după această etapă. Germanul Christoph Spiringer a câștigat cele două cățărări ale zilei. Etapa a fost scurtată din nou, din cauza drumurilor, la numai 164 de kilometri.
| Toplița, km 102 | Toplița, km 102           | Toplița, km 102 |
| --------------- | ------------------------- | --------------- |
| Poz             |                           | Pct             |
| 1               | Christoph Spiringer (GER) | 5               |
| 2               | Christian Grazian (ITA)   | 3               |
| 3               | Ioannis Tamouridis (GRE)  | 1               |

| Deda, km 155 | Deda, km 155                | Deda, km 155 |
| ------------ | --------------------------- | ------------ |
| Poz          |                             | Pct          |
| 1            | Victor Mironov (MDA)        | 5            |
| 2            | Piergiacomo Marcolina (ITA) | 3            |
| 3            | Christian Grazian (ITA)     | 1            |

| Reghin, km 178 | Reghin, km 178            | Reghin, km 178 |
| -------------- | ------------------------- | -------------- |
| Poz            |                           | Pct            |
| 1              | Alessandro Calderan (ITA) | 5              |
| 2              | Mihail Rusu (ROM)         | 3              |
| 3              | Victor Mironov (MDA)      | 1              |

| Cățărări \| Bilbor, km 89, cat A \| Bilbor, km 89, cat A \| Bilbor, km 89, cat A \| \| -------------------- \| ----------------------------- \| -------------------- \| \| Poz \| \| Pct \| \| 1 \| Christoph Spiringer (GER) \| 15 \| \| 2 \| Dimitros Polydoropoulos (GRE) \| 10 \| \| 3 \| Alexander Braico (MDA) \| 8 \| \| 4 \| Tamas Csicsacky (ROM) \| 6 \| \| 5 \| Rida Cador (HUN) \| 4 \| |                               |     |
| Bilbor, km 89, cat A |                               |     |
| Poz |                               | Pct |
| 1 | Christoph Spiringer (GER)     | 15  |
| 2 | Dimitros Polydoropoulos (GRE) | 10  |
| 3 | Alexander Braico (MDA)        | 8   |
| 4 | Tamas Csicsacky (ROM)         | 6   |
| 5 | Rida Cador (HUN)              | 4   |

|    | Ciclist                     | Echipa              | Timpul   |
| -- | --------------------------- | ------------------- | -------- |
| 1  | Krisztian Lovasssy (HUN)    | Ora Hotels Carrera  | 04:09:18 |
| 2  | Florin Saveliu (ROM)        | Mazicon București   | a.t.     |
| 3  | Piergiacomo Marcolina (ITA) | Cycling Team Friuli | a.t.     |
| 4  | Alex Buttazzoni (ITA)       | San Marco Concrete  | a.t.     |
| 5  | Ioannis Tamouridis (GRE)    | Tableware           | a.t.     |
| 6  | Alexander Braico (MDA)      | Tușnad Cycling Team | a.t.     |
| 7  | Heinrich Berger (GER)       | Mazicon București   | a.t.     |
| 8  | Victor Mironov (MDA)        | Moldova             | a.t.     |
| 9  | Alexandru Ciocan (ROM)      | Dinamo București    | a.t.     |
| 10 | Tamas Csicsacky (ROM)       | Dinamo București    | a.t.     |

|    | Ciclist                  | Echipa                       | Timpul   |
| -- | ------------------------ | ---------------------------- | -------- |
| 1  | Andrei Nechita (ROM)     | România                      | 22:37:39 |
| 2  | Ioannis Tamouridis (GRE) | Tableware                    | +3m 46s  |
| 3  | Angelo Ciccone (ITA)     | San Marco Concrete           | +4m 21s  |
| 4  | Heinrich Berger (GER)    | Mazicon București            | +8m 53s  |
| 5  | Mark O'Brien (AUS)       | Tableware                    | +9m 06s  |
| 6  | Georgi Georgiev (BUL)    | Tușnad Cycling Team          | +9m 07s  |
| 7  | Andrea Margin (ITA)      | Cycling Team Friuli          | +9m 40s  |
| 8  | Krisztian Lovasssy (HUN) | Ora Hotels Carrera           | +10m 14s |
| 9  | Daniel Petrov (BUL)      | Konya Torku Șekerspor-Vivelo | +10m 15s |
| 10 | Peter Simon (HUN)        | Ora Hotels Carrera           | +10m 20s |

### Etapa 6
Joi, 9 iunie: Târgu Mureș – Mediaș – Sibiu, 145 km
Etapa dinaintea Transfăgășanului a fost una mai ușoară, cu doar trei cățărări de categoria C. Câștigătorul etapei a fost italianul Christian Grazian, aflat la a doua victorie în tur, după cea de la Brăila din prima etapă. Acesta a devansat la sprintul final un grup de șase cicliști, iar grupul favoriților a sosit la 52 de secunde.
| Sprint intermediar \| Mediaș, km 82 \| Mediaș, km 82 \| Mediaș, km 82 \| \| ------------- \| ----------------------- \| ------------- \| \| Poz \| \| Pct \| \| 1 \| Christian Grazian (ITA) \| 5 \| \| 2 \| Evgeni Gerganov (BUL) \| 3 \| \| 3 \| Alex Buttazzoni (ITA) \| 1 \| |                         |     |
| Mediaș, km 82 |                         |     |
| Poz |                         | Pct |
| 1 | Christian Grazian (ITA) | 5   |
| 2 | Evgeni Gerganov (BUL)   | 3   |
| 3 | Alex Buttazzoni (ITA)   | 1   |

| Bălăușeri, km 17, cat C | Bălăușeri, km 17, cat C | Bălăușeri, km 17, cat C |
| ----------------------- | ----------------------- | ----------------------- |
| Poz                     |                         | Pct                     |
| 1                       | Guillaume Pont (FRA)    | 3                       |
| 2                       | Rida Cador (HUN)        | 2                       |
| 3                       | Tamas Csicsacky (ROM)   | 1                       |

| Nadeș, km 37, cat C | Nadeș, km 37, cat C     | Nadeș, km 37, cat C |
| ------------------- | ----------------------- | ------------------- |
| Poz                 |                         | Pct                 |
| 1                   | Christian Grazian (ITA) | 3                   |
| 2                   | Tamas Csicsacky (ROM)   | 2                   |
| 3                   | Alex Buttazzoni (ITA)   | 1                   |

| Sliminic, km 133, cat C | Sliminic, km 133, cat C | Sliminic, km 133, cat C |
| ----------------------- | ----------------------- | ----------------------- |
| Poz                     |                         | Pct                     |
| 1                       | Guillaume Pont (FRA)    | 3                       |
| 2                       | Christian Grazian (ITA) | 2                       |
| 3                       | Rida Cador (HUN)        | 1                       |

|    | Ciclist                     | Echipa                       | Timpul   |
| -- | --------------------------- | ---------------------------- | -------- |
| 1  | Christian Grazian (ITA)     | Cycling Team Friuli          | 03:27:52 |
| 2  | Alex Buttazzoni (ITA)       | San Marco Concrete           | a.t.     |
| 3  | Sergiu Cioban (MDA)         | Tușnad Cycling Team          | +1s      |
| 4  | Evgeni Gerganov (BUL)       | Konya Torku Șekerspor-Vivelo | +3s      |
| 5  | Rida Cador (HUN)            | Ora Hotels Carrera           | +3s      |
| 6  | Tamas Csicsacky (ROM)       | Dinamo București             | +10s     |
| 7  | Guillaume Pont (FRA)        | Tableware                    | +10s     |
| 8  | Ioannis Tamouridis (GRE)    | Tableware                    | +52s     |
| 9  | Piergiacomo Marcolina (ITA) | Cycling Team Friuli          | +52s     |
| 10 | Krisztian Lovasssy (HUN)    | Ora Hotels Carrera           | +52s     |

|    | Ciclist                  | Echipa                       | Timpul   |
| -- | ------------------------ | ---------------------------- | -------- |
| 1  | Andrei Nechita (ROM)     | România                      | 26:06:23 |
| 2  | Ioannis Tamouridis (GRE) | Tableware                    | +3m 46s  |
| 3  | Angelo Ciccone (ITA)     | San Marco Concrete           | +4m 21s  |
| 4  | Heinrich Berger (GER)    | Mazicon București            | +8m 53s  |
| 5  | Mark O'Brien (AUS)       | Tableware                    | +9m 12s  |
| 6  | Georgi Georgiev (BUL)    | Tușnad Cycling Team          | +9m 16s  |
| 7  | Andrea Margin (ITA)      | Cycling Team Friuli          | +10m 07s |
| 8  | Krisztian Lovasssy (HUN) | Ora Hotels Carrera           | +10m 14s |
| 9  | Daniel Petrov (BUL)      | Konya Torku Șekerspor-Vivelo | +10m 15s |
| 10 | Peter Simon (HUN)        | Ora Hotels Carrera           | +10m 20s |

### Etapa 7
Vineri, 10 iunie: Sibiu – Avrig – Bâlea Cascadă, 57 km
Sprint intermediar: Avrig (km 19)
Cățărări: Bâlea Cascadă (km 57, cat A), Bâlea Lac (km 72, cat S)
Etapa a șaptea a turului se anunța una dintre cele mai dificile ale ediției din acest an. În varianta prezentată înaintea turului aceasta avea 75 de kilometri, iar sosirea era planificată în ascensiune la Bâlea Lac, cățărare de categorie specială, la altitudinea de 2.020 de metri. Totuși se prevedea posibilitatea ca parcurgerea Transfăgărășanului să nu se poată face până la Bâlea Cascadă, din cauza zăpezii,. Ceea ce s-a și întâmplat: cățărarea până la Bâlea Lac a fost anulată cu o zi înaintea etapei, iar finalul etapei a fost reprogramat la Bâlea Cascadă, altitudine 1.218 metri, cățărare de categoria A, la 57 de kilometri de start.
Câștigător ale etapei a fost germanul Andreas Kenser de la Profiline, urmat în ordine la distanțe de peste 40 de secunde de Georgi Georgiev, Vladimir Koev, Ioannis Tamouridis și Alexander Braico. Tricoul galben, Andrei Nechita, a sosit la 4 minute și 24 de secunde de învingătorul de etapă, păstrând tricoul și pentru ultima etapă cu un avans fragil de doar 19 secunde.
|    | Ciclist                  | Echipa                       | Timpul   |
| -- | ------------------------ | ---------------------------- | -------- |
| 1  | Andreas Kenser (GER)     | Profiline                    | 01:35:21 |
| 2  | Georgi Georgiev (BUL)    | Tușnad Cycling Team          | +42s     |
| 3  | Vladimir Koev (BUL)      | Konya Torku Șekerspor-Vivelo | +50s     |
| 4  | Ioannis Tamouridis (GRE) | Tableware                    | +57s     |
| 5  | Alexander Braico (MDA)   | Tușnad Cycling Team          | +1m 16s  |
| 6  | Mark O'Brien (AUS)       | Tableware                    | +1m 21s  |
| 7  | Heinrich Berger (GER)    | Mazicon București            | +1m 21s  |
| 8  | Krisztian Lovasssy (HUN) | Ora Hotels Carrera           | +1m 40s  |
| 9  | Daniel Petrov (BUL)      | Konya Torku Șekerspor-Vivelo | +2m 10s  |
| 10 | Angelo Ciccone (ITA)     | San Marco Concrete           | +2m 45s  |

|    | Ciclist                  | Echipa                       | Timpul   |
| -- | ------------------------ | ---------------------------- | -------- |
| 1  | Andrei Nechita (ROM)     | România                      | 27:46:08 |
| 2  | Ioannis Tamouridis (GRE) | Tableware                    | +19s     |
| 3  | Angelo Ciccone (ITA)     | San Marco Concrete           | +2m 42s  |
| 4  | Georgi Georgiev (BUL)    | Tușnad Cycling Team          | +5m 28s  |
| 5  | Heinrich Berger (GER)    | Mazicon București            | +5m 50s  |
| 6  | Mark O'Brien (AUS)       | Tableware                    | +6m 09s  |
| 7  | Krisztian Lovasssy (HUN) | Ora Hotels Carrera           | +7m 30s  |
| 8  | Daniel Petrov (BUL)      | Konya Torku Șekerspor-Vivelo | +9m 08s  |
| 9  | Peter Simon (HUN)        | Ora Hotels Carrera           | +9m 08s  |
| 10 | Andrea Margin (ITA)      | Cycling Team Friuli          | +9m 14s  |

### Etapa 8
Sâmbătă, 11 iunie: Brașov – Vălenii de Munte – Ploiești – București, 169 km
Ultima etapă a turului s-a terminat la Arcul de Triumf, în București, fiind decisă la sprint masiv. Câștigător a ieșit italianul Fabio Masotti de la echipa San Marco Concrete, în fața maghiarului Krisztian Lovassy și a grecului Ioannis Tamouridis. Liderul clasamentului general, Andrei Nechita, a sosit al nouălea în grupul învingătorului de etapă, apărându-și astfel avansul la general, pentru a deveni câștigătorul Turului României ediția 2011.
| Cheia, km 39 | Cheia, km 39             | Cheia, km 39 |
| ------------ | ------------------------ | ------------ |
| Poz          |                          | Pct          |
| 1            | Ioannis Tamouridis (GRE) | 5            |
| 2            | Alexander Braico (MDA)   | 3            |
| 3            | Vladimir Koev (BUL)      | 1            |

| Vălenii de Munte, km 76 | Vălenii de Munte, km 76  | Vălenii de Munte, km 76 |
| ----------------------- | ------------------------ | ----------------------- |
| Poz                     |                          | Pct                     |
| 1                       | Ioannis Tamouridis (GRE) | 5                       |
| 2                       | Vladimir Koev (BUL)      | 3                       |
| 3                       | Alexander Braico (MDA)   | 1                       |

| Boldești-Scăieni, km 95 | Boldești-Scăieni, km 95  | Boldești-Scăieni, km 95 |
| ----------------------- | ------------------------ | ----------------------- |
| Poz                     |                          | Pct                     |
| 1                       | Ioannis Tamouridis (GRE) | 5                       |
| 2                       | Angelo Ciccone (ITA)     | 3                       |
| 3                       | Vladimir Koev (BUL)      | 1                       |

| Babarunca, km 27, cat A | Babarunca, km 27, cat A  | Babarunca, km 27, cat A |
| ----------------------- | ------------------------ | ----------------------- |
| Poz                     |                          | Pct                     |
| 1                       | Ioannis Tamouridis (GRE) | 15                      |
| 2                       | Vladimir Koev (BUL)      | 10                      |
| 3                       | Andreas Kenser (GER)     | 8                       |
| 4                       | Mark O'Brien (AUS)       | 6                       |
| 5                       | Heinrich Berger (GER)    | 4                       |

| Măneciu, km 57, cat C | Măneciu, km 57, cat C    | Măneciu, km 57, cat C |
| --------------------- | ------------------------ | --------------------- |
| Poz                   |                          | Pct                   |
| 1                     | Ioannis Tamouridis (GRE) | 3                     |
| 2                     | Vladimir Koev (BUL)      | 2                     |
| 3                     | Angelo Ciccone (ITA)     | 1                     |

|    | Ciclist                   | Echipa              | Timpul   |
| -- | ------------------------- | ------------------- | -------- |
| 1  | Fabio Masotti (ITA)       | San Marco Concrete  | 03:21:15 |
| 2  | Krisztian Lovasssy (HUN)  | Ora Hotels Carrera  | a.t.     |
| 3  | Ioannis Tamouridis (GRE)  | Tableware           | a.t.     |
| 4  | Andrea Margin (ITA)       | Cycling Team Friuli | a.t.     |
| 5  | Victor Mironov (MDA)      | Moldova             | a.t.     |
| 6  | Alex Buttazzoni (ITA)     | San Marco Concrete  | a.t.     |
| 7  | Alexandru Ciocan (ROM)    | Dinamo București    | a.t.     |
| 8  | Heinrich Berger (GER)     | Mazicon București   | a.t.     |
| 9  | Andrei Nechita (ROM)      | România             | a.t.     |
| 10 | Christoph Spiringer (GER) | Tableware           | a.t.     |

|    | Ciclist                  | Echipa                       | Timpul   |
| -- | ------------------------ | ---------------------------- | -------- |
| 1  | Andrei Nechita (ROM)     | România                      | 31:07:23 |
| 2  | Ioannis Tamouridis (GRE) | Tableware                    | +15s     |
| 3  | Angelo Ciccone (ITA)     | San Marco Concrete           | +2m 42s  |
| 4  | Georgi Georgiev (BUL)    | Tușnad Cycling Team          | +5m 34s  |
| 5  | Heinrich Berger (GER)    | Mazicon București            | +5m 50s  |
| 6  | Mark O'Brien (AUS)       | Tableware                    | +6m 15s  |
| 7  | Krisztian Lovasssy (HUN) | Ora Hotels Carrera           | +7m 24s  |
| 8  | Daniel Petrov (BUL)      | Konya Torku Șekerspor-Vivelo | +8m 07s  |
| 9  | Peter Simon (HUN)        | Ora Hotels Carrera           | +9m 08s  |
| 10 | Andrea Margin (ITA)      | Cycling Team Friuli          | +9m 14s  |

## Clasamente finale
|    | Ciclist                   | Echipa                       | Timpul   |
| -- | ------------------------- | ---------------------------- | -------- |
| 1  | Andrei Nechita (ROM)      | România                      | 31:07:23 |
| 2  | Ioannis Tamouridis (GRE)  | Tableware                    | +15s     |
| 3  | Angelo Ciccone (ITA)      | San Marco Concrete           | +2m 42s  |
| 4  | Georgi Georgiev (BUL)     | Tușnad Cycling Team          | +5m 34s  |
| 5  | Heinrich Berger (GER)     | Mazicon București            | +5m 50s  |
| 6  | Mark O'Brien (AUS)        | Tableware                    | +6m 15s  |
| 7  | Krisztian Lovasssy (HUN)  | Ora Hotels Carrera           | +7m 24s  |
| 8  | Daniel Petrov (BUL)       | Konya Torku Șekerspor-Vivelo | +8m 07s  |
| 9  | Andrea Margin (ITA)       | Cycling Team Friuli          | +9m 14s  |
| 10 | Peter Simon (HUN)         | Ora Hotels Carrera           | +9m 14s  |
| 11 | Guillaume Pont (FRA)      | Tableware                    | +9m 54s  |
| 12 | Yovcho Yovchev (BUL)      | Cycling Team Friuli          | +11m 04s |
| 13 | Vladimir Koev (BUL)       | Konya Torku Șekerspor-Vivelo | +11m 07s |
| 14 | Răzvan Jugănaru (ROM)     | Dinamo București             | +11m 33s |
| 15 | Fabio Masotti (ITA)       | San Marco Concrete           | +12m 42s |
| 16 | Alessandro Calderan (ITA) | Cycling Team Friuli          | +12m 56s |
| 17 | Marco Fusaz (ITA)         | Cycling Team Friuli          | +14m 31s |
| 18 | Christian Grazian (ITA)   | Cycling Team Friuli          | +15m 05s |
| 19 | Alexandru Ciocan (ROM)    | Dinamo București             | +16m 26s |
| 20 | Andreas Kenser (GER)      | Profiline                    | +16m 47s |
| 21 | Evgeni Gerganov (BUL)     | Konya Torku Șekerspor-Vivelo | +21m 54s |
| 22 | Victor Mironov (MDA)      | Moldova                      | +23m 24s |
| 23 | Lars Bartlau (GER)        | Profiline                    | +27m 00s |
| 24 | Rida Cador (HUN)          | Ora Hotels Carrera           | +27m 31s |
| 25 | Alex Buttazzoni (ITA)     | San Marco Concrete           | +28m 13s |

|    | Echipa                             | Timpul      |
| -- | ---------------------------------- | ----------- |
| 1  | Cycling Team Friulli (BUL)         | 93:34:09    |
| 2  | Tableware (GRE)                    | +2m 42s     |
| 3  | San Marco Concrete (ITA)           | +27m 31s    |
| 4  | Dinamo București (ROM)             | +28m 21s    |
| 5  | Konya Torku Șekerspor-Vivelo (TUR) | +29m 20s    |
| 6  | Ora Hotels Carrera (HUN)           | +29m 49s    |
| 7  | Profiline (GER)                    | +39m 31s    |
| 8  | Tușnad Cycling Team (ROM)          | +46m 21s    |
| 9  | Mazicon București (ROM)            | +1h 10m 01s |
| 10 | România (ROM)                      | +1h 14m 53s |

| 0 | Ciclist                  | Echipa                       | Puncte |
| - | ------------------------ | ---------------------------- | ------ |
| 1 | Ioannis Tamouridis (GRE) | Tableware                    | 97     |
| 2 | Krisztian Lovasssy (HUN) | Ora Hotels Carrera           | 70     |
| 3 | Alex Buttazzoni (ITA)    | San Marco Concrete           | 64     |
| 4 | Vladimir Koev (BUL)      | Konya Torku Șekerspor-Vivelo | 61     |
| 5 | Victor Mironov (MDA)     | Moldova                      | 57     |

| 0 | Ciclist                   | Echipa                       | Puncte |
| - | ------------------------- | ---------------------------- | ------ |
| 1 | Vladimir Koev (BUL)       | Konya Torku Șekerspor-Vivelo | 43     |
| 2 | Christoph Spiringer (GER) | Tableware                    | 42     |
| 3 | Ioannis Tamouridis (GRE)  | Tableware                    | 40     |
| 4 | Andreas Kenser (GER)      | Profiline                    | 23     |
| 5 | Alexander Braico (MDA)    | Tușnad Cycling Team          | 20     |

| 0 | Ciclist                     | Echipa                       | Puncte |
| - | --------------------------- | ---------------------------- | ------ |
| 1 | Ioannis Tamouridis (GRE)    | Tableware                    | 32     |
| 2 | Victor Mironov (MDA)        | Moldova                      | 25     |
| 3 | Christian Grazian (ITA)     | Cycling Team Friuli          | 20     |
| 4 | Piergiacomo Marcolina (ITA) | Cycling Team Friuli          | 18     |
| 5 | Vladimir Koev (BUL)         | Konya Torku Șekerspor-Vivelo | 10     |

| 0 | Ciclist                   | Echipa           | Puncte   |
| - | ------------------------- | ---------------- | -------- |
| 1 | Andrei Nechita (ROM)      | România          | 31:07:23 |
| 2 | Răzvan Jugănaru (ROM)     | Dinamo București | +11m 33s |
| 3 | Alexandru Ciocan (ROM)    | Dinamo București | +16m 26s |
| 4 | Alexandru Grădinaru (ROM) | România          | +31m 00s |
| 5 | Tamas Csicsacky (ROM)     | Dinamo București | +32m 11s |

| 0 | Ciclist                   | Echipa            | Timpul   |
| - | ------------------------- | ----------------- | -------- |
| 1 | Alexandru Grădinaru (ROM) | România           | 31:38:23 |
| 2 | Nicolae Țintea (ROM)      | Dinamo București  | +9m 35s  |
| 3 | Constantin Munteanu (ROM) | Mazicon București | +22m 53s |
| 4 | Bogdan Coman (ROM)        | România           | +31m 20s |
| 5 | Zoltan Sipoș (ROM)        | România           | +34m 38s |

## Lista rutierilor
| Konya Torku Șekerspor-Vivelo (TUR) · KON | Konya Torku Șekerspor-Vivelo (TUR) · KON | Konya Torku Șekerspor-Vivelo (TUR) · KON | Konya Torku Șekerspor-Vivelo (TUR) · KON |
| ---------------------------------------- | ---------------------------------------- | ---------------------------------------- | ---------------------------------------- |
| #                                        |                                          | Ani                                      | Poz.                                     |
| 2                                        | Vladimir Koev (BUL)                      | 31                                       | 13                                       |
| 3                                        | Evgeni Gerganov (BUL)                    | 35                                       | 21                                       |
| 4                                        | Daniel Petrov (BUL)                      | 28                                       | 8                                        |
| 5                                        | Stanislav Zaraliev (BUL)                 | 23                                       | 30                                       |
| 6                                        | Stefano Zanichelli (ITA)                 | 25                                       | DNS-4                                    |
| 7                                        | Pavlin Balinski (BUL)                    | 22                                       | DNS-5                                    |
| Manager: Todor Kolev                     |                                          |                                          |                                          |

| România (ROM) · ROU         | România (ROM) · ROU       | România (ROM) · ROU | România (ROM) · ROU |
| --------------------------- | ------------------------- | ------------------- | ------------------- |
| #                           |                           | Ani                 | Poz.                |
| 8                           | Zoltan Sipoș (ROM)        | 19                  | 42                  |
| 9                           | Andrei Nechita (ROM)      | 23                  | 1                   |
| 10                          | Alexandru Grădinaru (ROM) | 22                  | 28                  |
| 11                          | Bogdan Coman (ROM)        | 20                  | 41                  |
| 12                          | Eduard Grosu (ROM)        | 18                  | AB-3                |
| 13                          | Lucian Voinea (ROM)       | 20                  | 43                  |
| Manager: Csongor Bereckmery |                           |                     |                     |

| Tableware (GRE) · SPT      | Tableware (GRE) · SPT         | Tableware (GRE) · SPT | Tableware (GRE) · SPT |
| -------------------------- | ----------------------------- | --------------------- | --------------------- |
| #                          |                               | Ani                   | Poz.                  |
| 14                         | Ioannis Tamouridis (GRE)      | 31                    | 2                     |
| 15                         | Christoph Spiringer (GER)     | 25                    | 26                    |
| 16                         | Dimitros Polydoropoulos (GRE) | 22                    | 39                    |
| 17                         | Georgios Karatzios (GRE)      | 20                    | AB-2                  |
| 18                         | Guillaume Pont (FRA)          | 31                    | 11                    |
| 19                         | Mark O'Brien (AUS)            | 23                    | 6                     |
| Manager: Giorgios Maniatis |                               |                       |                       |

| San Marco Concrete (ITA) · GSS | San Marco Concrete (ITA) · GSS | San Marco Concrete (ITA) · GSS | San Marco Concrete (ITA) · GSS |
| ------------------------------ | ------------------------------ | ------------------------------ | ------------------------------ |
| #                              |                                | Ani                            | Poz.                           |
| 26                             | Alex Buttazzoni (ITA)          | 26                             | 25                             |
| 27                             | Marco Gaggia (ITA)             | 21                             | AB-3                           |
| 28                             | Sebastiano Frassetto (ITA)     | 19                             | AB-8                           |
| 29                             | Stefano Lessi (ITA)            | 21                             | AB-4                           |
| 30                             | Fabio Masotti (ITA)            | 36                             | 15                             |
| 31                             | Angelo Ciccone (ITA)           | 30                             | 3                              |
| Manager: Cristiano Valoppi     |                                |                                |                                |

| Mazicon București (ROM) · MAZ | Mazicon București (ROM) · MAZ | Mazicon București (ROM) · MAZ | Mazicon București (ROM) · MAZ |
| ----------------------------- | ----------------------------- | ----------------------------- | ----------------------------- |
| #                             |                               | Ani                           | Poz.                          |
| 32                            | Heinrich Berger (GER)         | 25                            | 5                             |
| 33                            | Florin Saveliu (ROM)          | 32                            | 37                            |
| 33                            | Ștefan Morcov (ROM)           | 37                            | 33                            |
| 34                            | George Wolters (ROM)          | 40                            | 45                            |
| 35                            | Ionel Preșmereanu (ROM)       | 19                            | AB-2                          |
| 36                            | Constantin Munteanu (ROM)     | 21                            | 40                            |
| Manager: Radu Selejan         |                               |                               |                               |

| Tușnad Cycling Team (ROM) · TCT | Tușnad Cycling Team (ROM) · TCT | Tușnad Cycling Team (ROM) · TCT | Tușnad Cycling Team (ROM) · TCT |
| ------------------------------- | ------------------------------- | ------------------------------- | ------------------------------- |
| #                               |                                 | Ani                             | Poz.                            |
| 38                              | Carol Eduard Novak (ROM)        | 34                              | AB-2                            |
| 39                              | Alexander Braico (MDA)          | 23                              | 27                              |
| 40                              | Georgi Georgiev (BUL)           | 25                              | 4                               |
| 41                              | Marcel Ternovsek (SLO)          | 24                              | AB-8                            |
| 42                              | Laszlo Madaras (ROM)            | 24                              | 44                              |
| 43                              | Sergiu Cioban (MDA)             | 23                              | AB-8                            |
| Manager: Attila Torok           |                                 |                                 |                                 |

| Moldova (MDA) · MDA     | Moldova (MDA) · MDA         | Moldova (MDA) · MDA | Moldova (MDA) · MDA |
| ----------------------- | --------------------------- | ------------------- | ------------------- |
| #                       |                             | Ani                 | Poz.                |
| 44                      | Victor Mironov (MDA)        | 22                  | 22                  |
| 45                      | Maxim Rusnac (MDA)          | 18                  | AB-4                |
| 46                      | Vaceslav Verciuc (MDA)      | 20                  | DNS                 |
| 47                      | Denis Bazeliuc (MDA)        | 19                  | AB-4                |
| 48                      | Alexandr Dobrovolschi (MDA) | 19                  | DNS-2               |
| Manager: Viorel Fintană |                             |                     |                     |

| Dinamo București (ROM) · DIN | Dinamo București (ROM) · DIN | Dinamo București (ROM) · DIN | Dinamo București (ROM) · DIN |
| ---------------------------- | ---------------------------- | ---------------------------- | ---------------------------- |
| #                            |                              | Ani                          | Poz.                         |
| 50                           | Alexandru Ciocan (ROM)       | 33                           | 19                           |
| 51                           | Răzvan Jugănaru (ROM)        | 25                           | 14                           |
| 52                           | Tamas Csicsacky (ROM)        | 30                           | 29                           |
| 53                           | Mihail Rusu (ROM)            | 23                           | 32                           |
| 54                           | Mihai Varabiev (ROM)         | 21                           | AB-3                         |
| 55                           | Nicolae Țintea (ROM)         | 20                           | 35                           |
| Manager: Mircea Romașcanu    |                              |                              |                              |

| Bulgaria (BUL) · BUL     | Bulgaria (BUL) · BUL   | Bulgaria (BUL) · BUL | Bulgaria (BUL) · BUL |
| ------------------------ | ---------------------- | -------------------- | -------------------- |
| #                        |                        | Ani                  | Poz.                 |
| 56                       | Borislav Ivanov (BUL)  | 22                   | AB-4                 |
| 57                       | Plamen Dimov (BUL)     | 30                   | DNS-7                |
| 58                       | Svetoslvav Nedev (BUL) | 21                   | DNS-7                |
| 59                       | Petar Boyadziev (BUL)  | 18                   | AB-2                 |
| Manager: Stefan Tsonchev |                        |                      |                      |

| Cycling Team Friuli (ITA) · CTF | Cycling Team Friuli (ITA) · CTF | Cycling Team Friuli (ITA) · CTF | Cycling Team Friuli (ITA) · CTF |
| ------------------------------- | ------------------------------- | ------------------------------- | ------------------------------- |
| #                               |                                 | Ani                             | Poz.                            |
| 62                              | Piergiacomo Marcolina (ITA)     | 22                              | 36                              |
| 63                              | Alessandro Calderan (ITA)       | 22                              | 16                              |
| 64                              | Yovcho Yovchev (BUL)            | 20                              | 12                              |
| 65                              | Marco Fusaz (ITA)               | 21                              | 17                              |
| 66                              | Christian Grazian (ITA)         | 21                              | 18                              |
| 67                              | Andrea Margin (ITA)             | 22                              | 9                               |
| Manager: Renzo Boscolo          |                                 |                                 |                                 |

| Profiline (GER) · PRO    | Profiline (GER) · PRO    | Profiline (GER) · PRO | Profiline (GER) · PRO |
| ------------------------ | ------------------------ | --------------------- | --------------------- |
| #                        |                          | Ani                   | Poz.                  |
| 68                       | Lars Bartlau (GER)       | 23                    | 23                    |
| 69                       | Ferdinand Bruckner (AUT) | 39                    | DNS                   |
| 70                       | Harald Gruber (AUT)      | 33                    | AB-P                  |
| 71                       | Gregor Hoops (GER)       | 26                    | 31                    |
| 72                       | Andreas Kenser (GER)     | 37                    | 20                    |
| 73                       | Peter Merx (NED)         | 22                    | DNS-9                 |
| Manager: Benno Riedesser |                          |                       |                       |

| Ora Hotels Carrera (HUN) · OHT | Ora Hotels Carrera (HUN) · OHT | Ora Hotels Carrera (HUN) · OHT | Ora Hotels Carrera (HUN) · OHT |
| ------------------------------ | ------------------------------ | ------------------------------ | ------------------------------ |
| #                              |                                | Ani                            | Poz.                           |
| 74                             | Istvan Cziraki (HUN)           | 24                             | AB-3                           |
| 75                             | Rida Cador (HUN)               | 30                             | 24                             |
| 76                             | Bernard Bendeguz (HUN)         | 23                             | 34                             |
| 77                             | David Puskas (HUN)             | 22                             | 38                             |
| 78                             | Krisztian Lovasssy (HUN)       | 22                             | 7                              |
| 79                             | Peter Simon (HUN)              | 19                             | 10                             |
| Manager: Ferenc Stuban         |                                |                                |                                |

- AB=Abandon, DSQ=Descalificat, DNS=Nu a luat startul
- Rutierii subliniați au fost câștigători de etapă în această ediție
- Din 69 au terminat cursa 45 de rutieri